# Büsingen no Alto Reno
Büsingen no Alto Reno (em alemão:  Büsingen am Hochrhein) é um município da Alemanha, no distrito de Constança, na região administrativa de Friburgo, estado de Baden-Württemberg.
Dono de uma situação geográfica excepcional — um exclave alemão em território suíço — utiliza os serviços de ambos os países no que diz respeito ao transporte público, correio e telefonia, os quais operam de forma conjunta. De modo semelhante, embora a moeda de curso legal seja o euro, cotidianamente utiliza-se o franco suíço.

Mapa do enclave de Büsingen am Hochrhein